# Litografia amb feix d'electrons

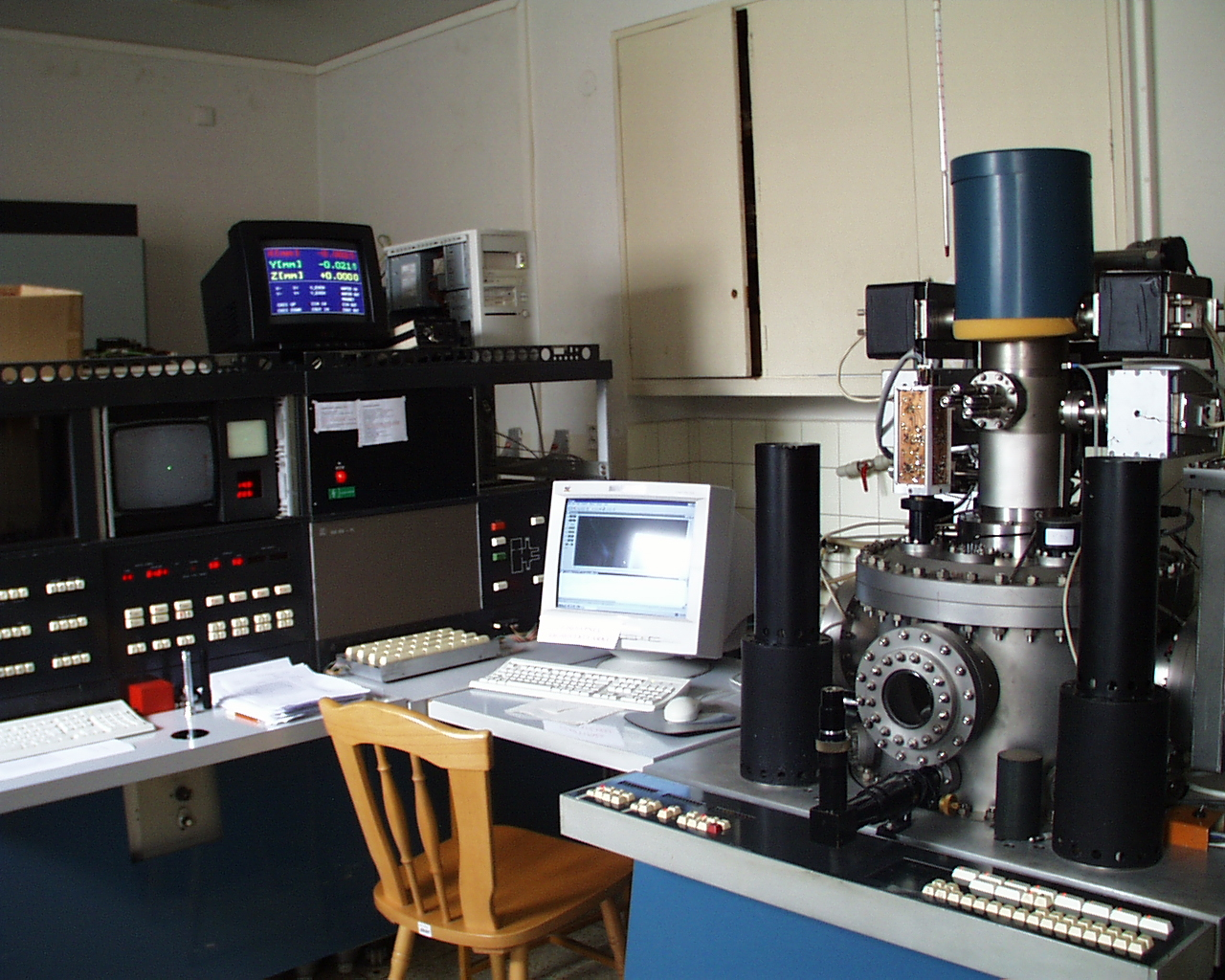
Un exemple de configuració de litografia de feix d'electrons.

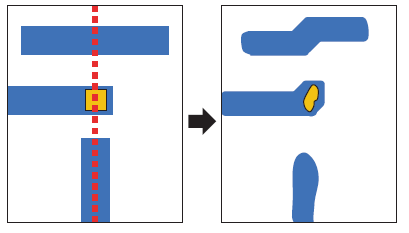
Costura de camp. La costura és una preocupació per a les característiques crítiques que creuen el límit d'un camp (línia de punts vermella).

La litografia amb feix d'electrons (sovint abreujada com a litografia e-beam, EBL) és la pràctica d'escanejar un feix d'electrons enfocat per dibuixar formes personalitzades sobre una superfície coberta amb una pel·lícula sensible als electrons anomenada resistència (exposició). El feix d'electrons canvia la solubilitat de la resistència, permetent l'eliminació selectiva de les regions exposades o no exposades de la resistència submergint-la en un dissolvent (en desenvolupament). L'objectiu, com amb la fotolitografia, és crear estructures molt petites a la resistència que posteriorment es puguin transferir al material del substrat, sovint per gravat.
L'avantatge principal de la litografia amb feix d'electrons és que pot dibuixar patrons personalitzats (escriptura directa) amb resolució de sub-10 nm. Aquesta forma de litografia sense màscara té una alta resolució però un baix rendiment, limitant el seu ús a la fabricació de fotomàscara, la producció de baix volum de dispositius semiconductors i la investigació i desenvolupament.
Els sistemes de litografia de feix d'electrons utilitzats en aplicacions comercials són sistemes d'escriptura de feix electrònic dedicats que són molt cars (> 1 milió de dòlars EUA). Per a aplicacions d'investigació, és molt comú convertir un microscopi electrònic en un sistema de litografia de feix d'electrons utilitzant accessoris de cost relativament baix (< 100.000 dòlars EUA). Aquests sistemes convertits han produït amplades de línia de ~20 nm des d'almenys 1990, mentre que els sistemes dedicats actuals han produït amplades de línia de l'ordre de 10 nm o més petit.
Els sistemes de litografia de feix d'electrons es poden classificar segons la forma del feix i l'estratègia de desviació del feix. Els sistemes més antics utilitzaven feixos amb forma gaussiana que escanejaven aquests feixos de manera ràster. Els sistemes més nous utilitzen feixos amb forma que es poden desviar a diverses posicions en el camp d'escriptura (també conegut com a exploració vectorial).
Els sistemes de resolució més baixa poden utilitzar fonts termoiòniques (càtode), que normalment es formen a partir d'hexaborur de lantà. Tanmateix, els sistemes amb requisits de resolució més alta han d'utilitzar fonts d'emissió d'electrons de camp, com ara W/ZrO₂ escalfat per a una menor propagació d'energia i una brillantor millorada. Les fonts d'emissió de camp tèrmic són preferides a les fonts d'emissió fredes, malgrat la mida del feix lleugerament més gran de les primeres, perquè ofereixen una millor estabilitat durant els temps d'escriptura típics de diverses hores.